# クーゲルパンツァー
クーゲルパンツァー（独: Kugelpanzer）は、第二次世界大戦中の装甲戦闘車輌らしき動力車両である。「クーゲル (Kugel)」はドイツ語の「ボール」で、直接和訳は玉戦車となる。
詳細は不明点が多いが、ナチス・ドイツで開発されて日本に輸出された、とする説がある。

## 概要
ロシアクビンカ戦車博物館のドイツ車両コーナーに、比較的保存状態の良い個体が1両だけ収蔵され、性能や来歴は以下が記される。
- ドイツで製造されたがメーカーは不明。
- 日本へ輸出された。
- 1人乗車。
- 装甲厚は5ミリメートル。
- 動力は単気筒2ストロークエンジン。
- ソ連軍が1945年に満州で鹵獲。

車輌の両側に、側面装甲と一体化した車輪が谷型の傾斜で装備され、車体背後に搭乗口と小型補助輪付きアームを備える。車体保持と旋回は補助輪付きアームで行う三輪自動車の一種である。第一次世界大戦中にドイツで試作されたトレファスワーゲンと同様の形態である。車体前面覗き窓下部に塞がれたと見られる空隙は、機銃などによる射撃が可能とするピストルポート、通信ケーブルを引き出す、など諸説あり用途不明である。
クルップ製とする説もあるが開発国のドイツに資料は見られず、日本輸出の目的や経緯など詳細不明である。日本も運用、戦闘、満州配備、など記録は見られず、鹵獲された時点で戦闘による損傷の類もなかった、とされる。超重戦車マウスとともにクンマースドルフの試験場で捕獲された、とする説もある。
装甲厚の薄さから小銃弾も耐えないと推察され、戦闘用ではなく偵察車、通信ケーブル敷設工作車両、実験用試作車両、などの説もある。
鹵獲後に駆動装置を外して再塗装されたが、2000年にオリジナルの塗装へ戻された。
2016年に開館したパトリオットパークの新たな展示スペース「パトリオット博物館」の第10ホールに移されたが、2021年にクビンカ戦車博物館へ戻されてハンガー6で展示されている。

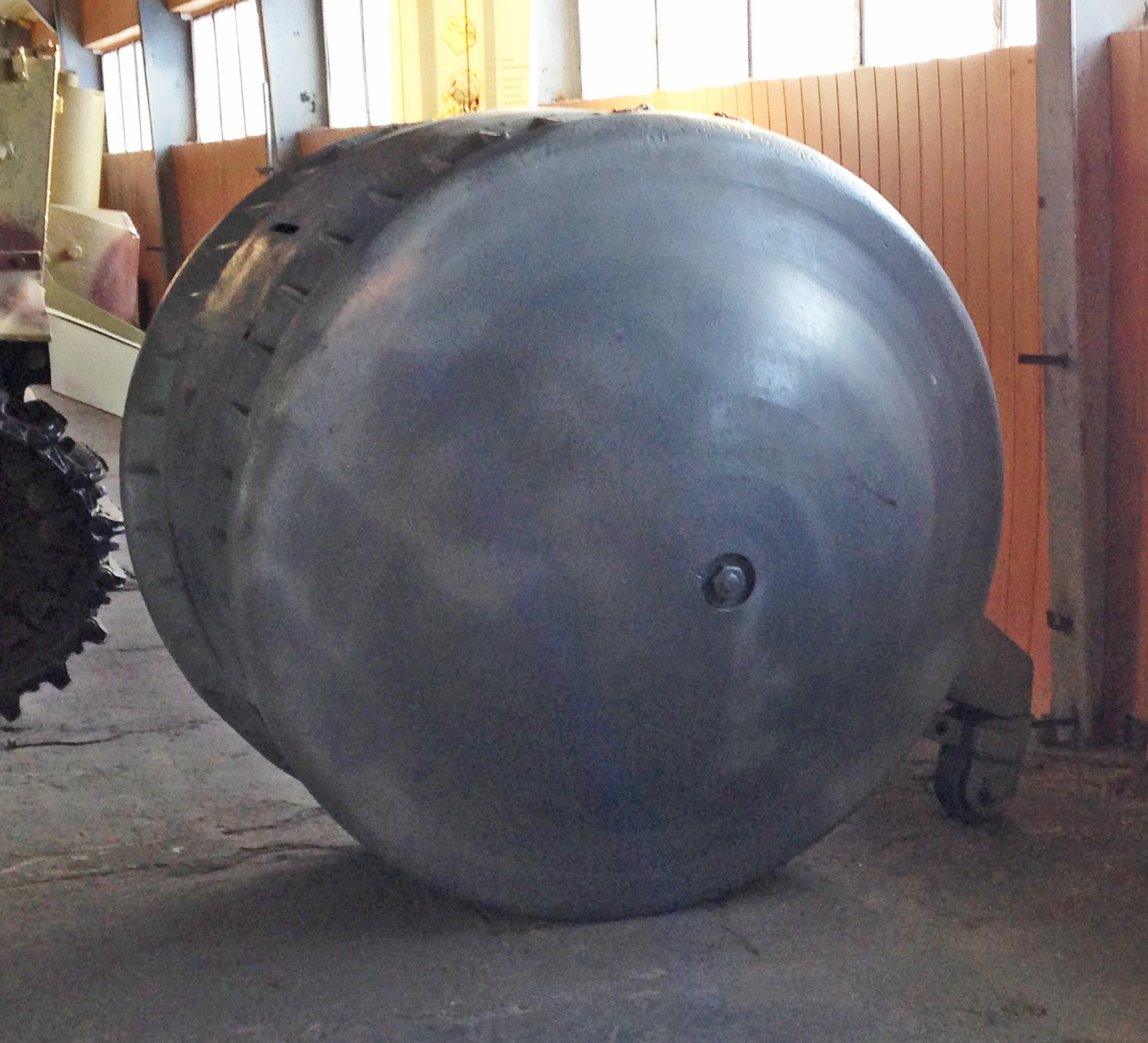
横（クビンカ戦車博物館）
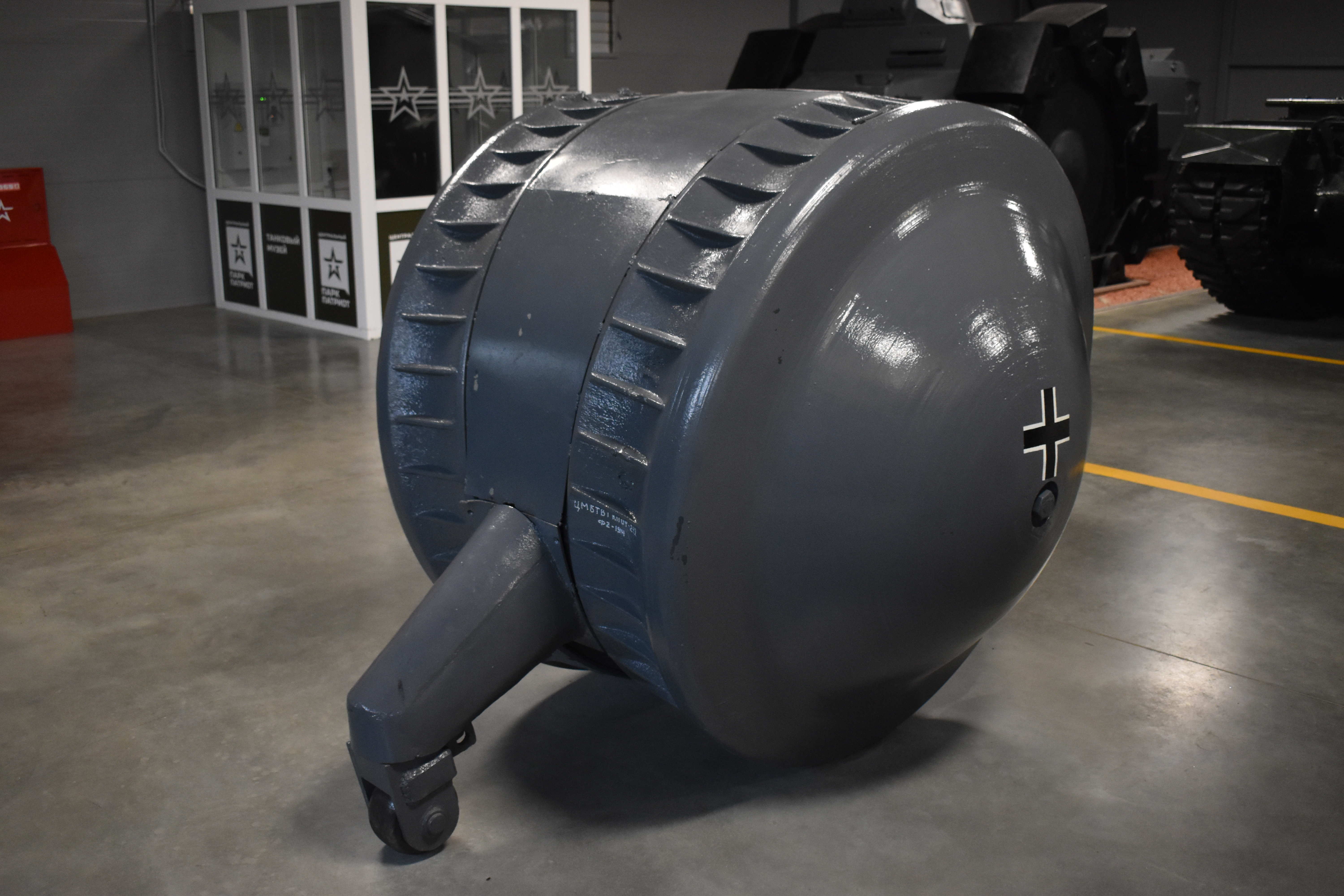
後部（クビンカ戦車博物館）
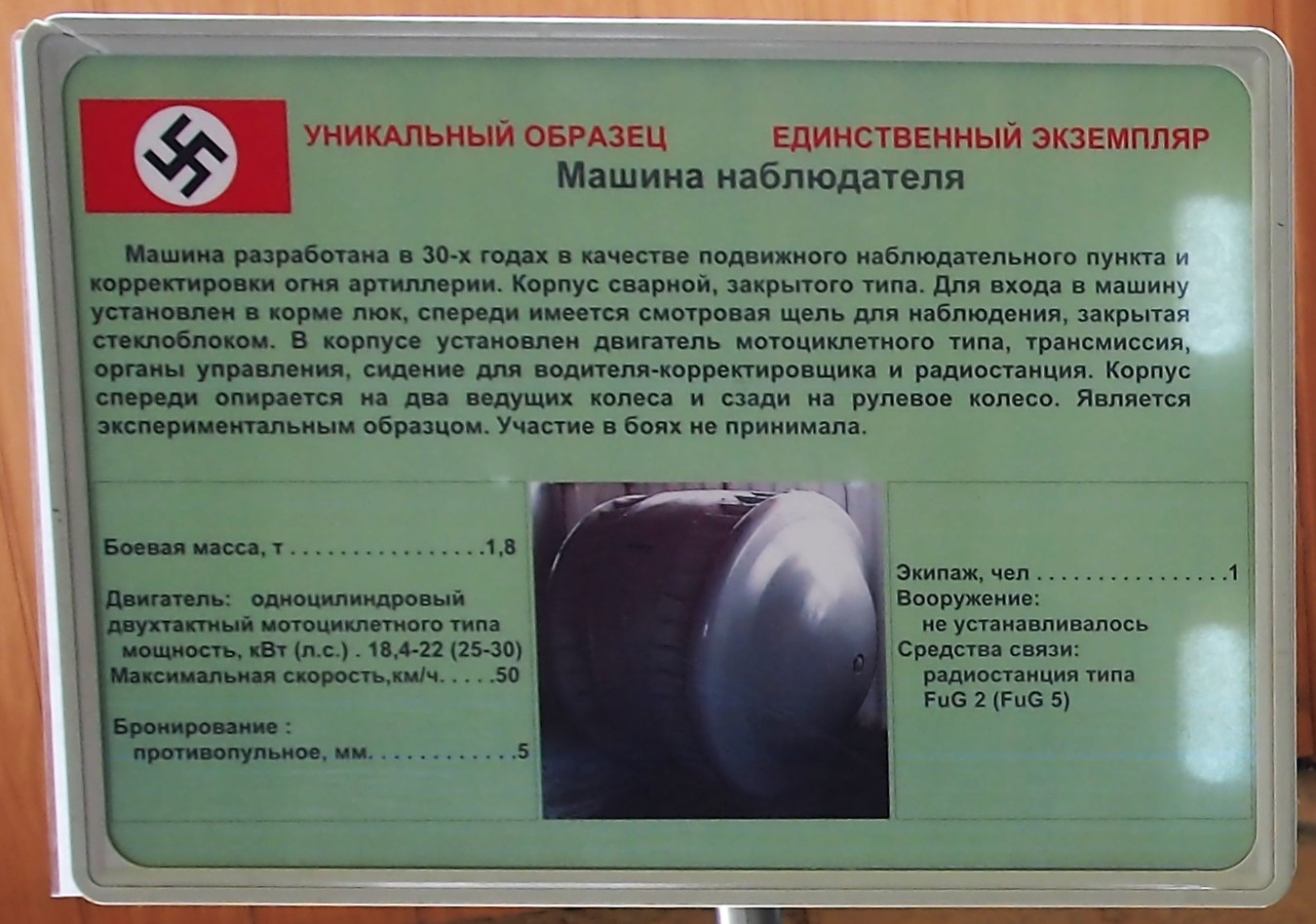
説明板（クビンカ戦車博物館）
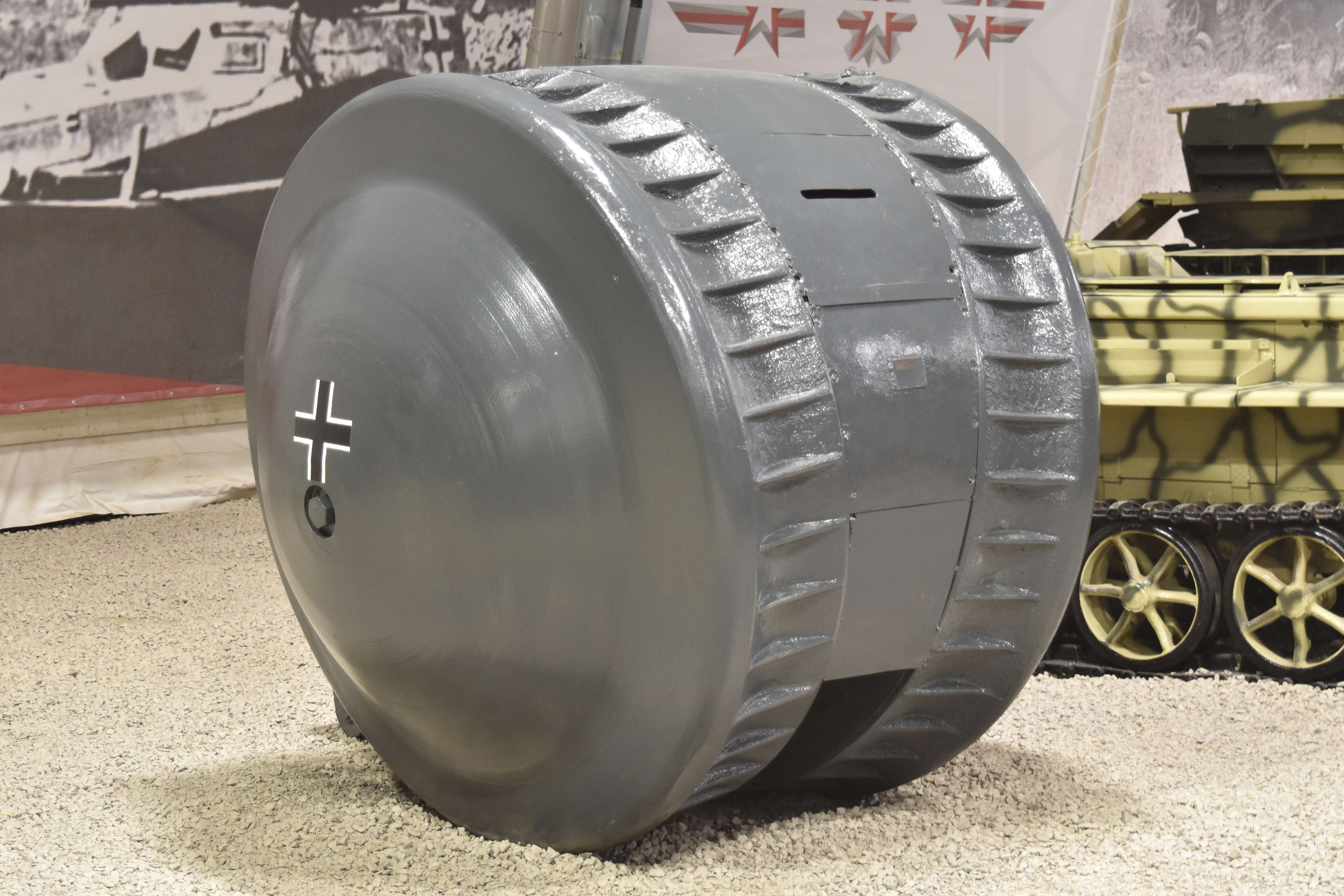
パトリオットパークでの展示（2017年）。

## トレファスワーゲン
トレファスワーゲン（独: Treffas Wagen）は、1916年にドイツ陸軍省がマーク I 戦車に対抗するために開発を始めた車両である。
受注したブレーメンのハンザ＝ロイド社は、「ビッグ・ホイール」方式の車両を設計して製造し、1917年2月に試作車が完成した。
前輪直径は3.35メートル、重量18トン、乗員4名、武装は対戦車ライフル2丁、もしくはベルギー製57ミリメートル ノルデンフェルト砲1門、とされる。
種々の試験結果は軍首脳部を満足させず、A7Vが量産となる。
- - トレファスワーゲン前方
- - トレファスワーゲン後方

## リンク
- ウィキメディア・コモンズには、クーゲルパンツァーに関するカテゴリがあります。
- Kugelpanzer - Tanks Encyclopedia